# Tondi Songway Kiini
Le Tondi Songway Kiini est une variété de Songhaï du Sud parlée dans plusieurs villages de la région de Kikara, au Mali, à environ 120 km à l'ouest de Hombori. 
Des occidentaux ont documenté l'existence du Tondi Songway Kiini en 1998.